# Episodi di Yu-Gi-Oh! Arc-V
Di seguito sono elencati gli episodi della serie animata Yu-Gi-Oh! Arc-V (遊☆戯☆王 ＡＲＣ－Ｖ?, Yūgiō Āku Faibu), la cui trasmissione in Giappone è iniziata il 6 aprile 2014 e conclusa il 26 marzo 2017. La serie è stata trasmessa in Italia su K2 dal 4 maggio 2015 al 1º marzo 2018.

## Prima stagione
| Nº | Titolo italiano Giapponese 「Kanji」 - Rōmaji - Traduzione letterale | In onda           | In onda          |
| Nº | Titolo italiano Giapponese 「Kanji」 - Rōmaji - Traduzione letterale | Giapponese        | Italiano         |
| 1  | Si entra in azione (prima parte) 「光の軌跡、ペンデュラム召喚」 - Hikari no Kiseki, Pendyuramu Shōkan – "Le Tracce di Luce, Evocazione Pendolo"                                                                 | 6 aprile 2014     | 4 maggio 2015    |
| 2  | Si entra in azione (seconda parte) 「決闘最強進化系！！その名はアクションデュエル」 - Dyueru Saikyō Shinkakei!! Sono Na wa Akushon Dyueru – "La Più Grande Evoluzione dei Duelli!! Il suo Nome è Duello Azione" | 13 aprile 2014    | 5 maggio 2015    |
| 3  | Trappola con scambio (prima parte) 「ダークタウン 奪われたペンデュラム召喚！！」 - Dāku Taun Ubawareta Pendyuramu Shōkan!! – "Città Oscura - L'Evocazione Pendolo Rubata!!"                                     | 20 aprile 2014    | 6 maggio 2015    |
| 4  | Trappola con scambio (seconda parte) 「一筋の希望！！ブロックスパイダー」 - Hitosuji no Kibō!! Burokku Supaidā – "L'Unica Speranza!! Ragno Blocco"                                                              | 27 aprile 2014    | 7 maggio 2015    |
| 5  | Aspirante allievo (prima parte) 「弟子入り志願！？ おかしなおっかけ「紫雲院素良」」 - Deshi'iri Shigan!? Okashina Okkake "Shiun'in Sora" – "Un Aspirante Apprendista? Lo Strano Ammiratore "Sora Shiunin""      | 11 maggio 2014    | 11 maggio 2015   |
| 6  | Aspirante allievo (seconda parte) 「無邪気な融合玩具 デストーイ・シザー・ベアー」 - Mujakina Omocha Desutōi Shizā Beā – "L'Innocente Giocattolo - Giocattolo della Morte Orso Forbice"                          | 18 maggio 2014    | 12 maggio 2015   |
| 7  | Duello in maschera 「反逆の逆鱗 ダーク・リベリオン・エクシーズ・ドラゴン」 - Hangyaku no Gekirin Dāku Riberion Ekushīzu Doragon – "L'Ira di Ribellione - Drago Xyz Ribellione Oscura"                           | 25 maggio 2014    | 13 maggio 2015   |
| 8  | Cattivi affari 「遊勝塾の危機！！ＬＤＳ襲来」 - Yūshō Juku no Kiki!! Erudīesu Shūrai – "La Scuola Yusho in Pericolo!! La LDS Invade"                                                                            | 1º giugno 2014    | 14 maggio 2015   |
| 9  | Duellando fra le stelle 「星々の裁き！エクシーズ使い「志島北斗」」 - Hoshiboshi no Sabaki! Ekushīzu Tsukai "Shijima Hokuto" – "Il Giudizio delle Stelle! L'Utilizzatore di Xyz "Hokuto Shijima""                | 8 giugno 2014     | 18 maggio 2015   |
| 10 | Che spettacolo! 「秘石の騎士！融合使い「光津真澄」」 - Hiseki no Kishi! Yūgō Tsukai "Kōtsu Masumi" – "Il Cavaliere della Pietra Segreta! L'Utilizzatrice di Fusioni "Masumi Kotsu""                             | 15 giugno 2014    | 19 maggio 2015   |
| 11 | La strategia di Gong 「身剣一体！シンクロ使い「刀堂刃」」 - Shinken Ittai!! Shinkuro Tsukai "Tōdō Yaiba" – "Tutt'Uno con la Spada!! L'Utilizzatore di Synchro "Yaiba Todo""                                     | 22 giugno 2014    | 20 maggio 2015   |
| 12 | La battaglia sotto il tendone 「ＤＤＤ 異次元の王」 - Dīdīdī Ijigen no Ō – "DDD - I Re delle Dimensioni Differenti"                                                                                             | 29 giugno 2014    | 21 maggio 2015   |
| 13 | Sorpresa al circo 「魔導賢者ガリレイ、ケプラー」 - Madō Kenja Garirei, Kepurā – "Saggi Magici Galilei e Keplero"                                                                                                | 6 luglio 2014     | 25 maggio 2015   |
| 14 | Lezione preziosa 「熱血！！修造劇場」 - Nekketsu!! Shūzō Gekijō – "Entusiasmato!! Il Teatro Shuzo" | 13 luglio 2014    | 26 maggio 2015   |
| 15 | Strani eventi 「目指せジュニアユース選手権！！」 - Mezase Junia Yūsu Senshuken!! – "Mira al Campionato Junior Youth!!"                                                                                          | 20 luglio 2014    | 27 maggio 2015   |
| 16 | Duello culinario (prima parte) 「天才料理人『茂古田未知夫』」 - Tensai Ryōrinin "Mokota Michio" – "Il Cuoco Geniale "Michio Mokota""                                                                            | 27 luglio 2014    | 28 maggio 2015   |
| 17 | Duello culinario (seconda parte) 「豪快披露！！ 満腹全席！」 - Gōkai Hirō!! Manpuku Zenseki! – "Un'Esibizione Spledida!! Stomaci Pieni per Tutti!"                                                              | 3 agosto 2014     | 13 luglio 2015   |
| 18 | Intrappolati nelle carte 「反逆の２つの影」 - Hangyaku no Futatsu no Kage – "Le Due Ombre della Ribellione" | 10 agosto 2014    | 14 luglio 2015   |
| 19 | Super quiz (prima parte) 「知識の宇宙！！九庵堂栄太」 - Chishiki no Uchū!! Kyūandō Eita – "L'Universo di Conoscenza!! Eita Kyuando"                                                                             | 17 agosto 2014    | 15 luglio 2015   |
| 20 | Super quiz (seconda parte) 「難問！？アタックデュエルクイズ！！」 - Nanmon!? Atakku Dueru Kuizu!! – "Domande Difficili!? Quiz di Duello d'Attacco!!"                                                            | 24 agosto 2014    | 16 luglio 2015   |
| 21 | In attesa del campionato 「ペンデュラムのその先に」 - Pendyuramu no sono Saki ni – "Oltre il Pendolo" | 31 agosto 2014    | 20 luglio 2015   |
| 22 | Appuntamento col destino (prima parte) 「占い少女 方中ミエル」 - Uranai Shōjo Hōchun Mieru – "La Ragazza Cartomante - Mieru Hochun"                                                                             | 7 settembre 2014  | 21 luglio 2015   |
| 23 | Appuntamento col destino (seconda parte) 「秘術の眼」 - Hijutsu no Manako – "L'Occhio Misterioso" | 14 settembre 2014 | 22 luglio 2015   |
| 24 | Tre contro uno 「反逆の翼 レイド・ラプターズ」 - Hangyaku no Tsubasa Reido Raputāzu – "Ali di Ribellione - Rapaci Raid"                                                                                         | 21 settembre 2014 | 23 luglio 2015   |
| 25 | Battaglia tra amici (prima parte) 「不動の覚悟！！権現坂昇」 - Fudō no Kakugo!! Gongenzaka Noboru – "Determinazione Inamovibile!! Noboru Gongenzaka"                                                            | 28 settembre 2014 | 27 luglio 2015   |
| 26 | Battaglia tra amici (seconda parte) 「新たな地平 超重荒神スサノ－Ｏ」 - Aratana Chihei Chōjū Kōjin Susano-Ō – "Un Nuovo Orizzonte - Koujin Superpesante Susano-O"                                               | 5 ottobre 2014    | 28 luglio 2015   |
| 27 | Inizia il campionato 「開幕！！舞網チャンピオンシップ」 - Kaimaku!! Maiami Chanpionshippu – "Apertura!! Il Campionato Maiami"                                                                                   | 12 ottobre 2014   | 29 luglio 2015   |
| 28 | Un duellante triste 「アユのエンタメ水族館」 - Ayu no Entame Akuariumu – "L'Acquario d'Intrattenimento di Ayu"                                                                                                  | 19 ottobre 2014   | 30 luglio 2015   |
| 29 | Duello ad alta quota 「融合する音姫！」 - Yūgō-suru Otohime! – "Le Maestre si Fondono!" | 26 ottobre 2014   | 3 agosto 2015    |
| 30 | Contro ogni tempesta 「試される不動の心」 - Tamesareru Fudō no Kokoro – "Il Cuore Inamovibile Testato" | 2 novembre 2014   | 4 agosto 2015    |
| 31 | Avversari alla pari (prima parte) 「唸る旋風 妖仙ロスト・トルネード！」 - Unaru Senpū Yōsen Rosuto Torunēdo! – "Il Turbine Ruggente - Il Tornado Perduto Yosen!"                                                | 9 novembre 2014   | 5 agosto 2015    |
| 32 | Avversari alla pari (seconda parte) 「熱戦！エンタメデュエルショー」 - Nessen! Entame Dyeru Shō – "Battaglia Feroce! Lo Show del Duello d'Intrattenimento!"                                                     | 16 novembre 2014  | 26 ottobre 2015  |
| 33 | Passato e presente (prima parte) 「未来都市ハートランド」 - Mirai Toshi Hātorando – "La Città del Futuro - Heartland"                                                                                           | 23 novembre 2014  | 27 ottobre 2015  |
| 34 | Passato e presente (seconda parte) 「結合魔獣ＶＳ進化する隼」 - Ketsugō Majū VS Shinka-suru Hayabusa – "La Bestia Demone Combinata contro il Falco in Evoluzione"                                               | 30 novembre 2014  | 28 ottobre 2015  |
| 35 | Il segreto di Sora (prima parte) 「アカデミアとレジスタンス」 - Akademia to Rejisutansu – "L'Accademia e la Resistenza"                                                                                         | 14 dicembre 2014  | 29 ottobre 2015  |
| 36 | Il segreto di Sora (seconda parte) 「共鳴する竜」 - Kyōmei-suru Ryū – "Draghi Risonanti" | 21 dicembre 2014  | 2 novembre 2015  |
| 37 | Istinti distruttivi 「動き出す運命」 - Ugokidasu Unmei – "Il Destino Comincia a Muoversi" | 28 dicembre 2014  | 3 novembre 2015  |
| 38 | Domande senza risposta 「４つの次元」 - Yotsu no jigen – "Le 4 Dimensioni" | 11 gennaio 2015   | 4 novembre 2015  |
| 39 | Una furia insolita 「逆鱗の覚醒」 - Gekirin no Kakusei – "Il Risveglio dell'Ira" | 18 gennaio 2015   | 5 novembre 2015  |
| 40 | Un misterioso soldato 「アカデミアの戦士」 - Akademia no Senshi – "Il Guerriero dell'Accademia" | 25 gennaio 2015   | 9 novembre 2015  |
| 41 | Pronti per la battaglia 「野望の地 デュエルアカデミア」 - Yabō no Chi Dyueru Akademia – "La Terra delle Ambizioni - L'Accademia dei Duelli"                                                                     | 1º febbraio 2015  | 10 novembre 2015 |
| 42 | Campi di battaglia 「バトルロイヤル始」 - Batoru Roiyaru Shidō – "Inizia la Battle Royale" | 8 febbraio 2015   | 11 novembre 2015 |
| 43 | Fuoco e ghiaccio 「華麗なる留学生 「デニス」」 - Kareinaru Ryūgakusei "Denisu" – ""Dennis" il Magnifico Studente di Scambio"                                                                                    | 15 febbraio 2015  | 12 novembre 2015 |
| 44 | Zone pericolose 「紫雲院素良、襲来！！」 - Shiun'in Sora, Shūrai!! – "Sora Shiunin, Invasione!!" | 22 febbraio 2015  | 16 novembre 2015 |
| 45 | L'invasione 「相克と相生」 - Sōkoku to Sōjō – "Antitesi e Sintesi" | 1º marzo 2015     | 17 novembre 2015 |
| 46 | La vendetta del drago 「反逆の覇王黒龍」 - Hangyaku no Haō Kokuryū – "Il Drago Nero Re Supremo della Ribellione"                                                                                                | 8 marzo 2015      | 18 novembre 2015 |
| 47 | Scambi di identità 「冷たい笑みのユーリ」 - Tsumetai Emi no Yūri – "Yuri dal Freddo Sorriso" | 15 marzo 2015     | 19 novembre 2015 |
| 48 | Prigionieri nelle carte 「手負いの年」 - Teoi no Hayabusa – "Il Falco Ferito" | 22 marzo 2015     | 23 novembre 2015 |
| 49 | La stoffa del lanciere 「デュエルで笑顔を」 - Dyueru de Egao o – "Fa Sorridere con i Duelli" | 29 marzo 2015     | 24 novembre 2015 |

## Seconda stagione
| Nº | Titolo italiano Giapponese 「Kanji」 - Rōmaji - Traduzione letterale | In onda           | In onda          |
| Nº | Titolo italiano Giapponese 「Kanji」 - Rōmaji - Traduzione letterale | Giapponese        | Italiano         |
| 50 | Yuya sfida Declan 「ランサーズ 選ばれた戦士」 - Ransāzu Erabareta Senshi – "Lancieri, i Guerrieri Scelti"                                                                              | 5 aprile 2015     | 2 maggio 2016    |
| 51 | Re contro draghi 「反旗を揚げろ オッドアイズ・リベリオン・ドラゴン」 - Hanki o Agero Oddoaizu Riberion Doragon – "Alza la Bandiera della Rivoluzione - Drago Ribellione Occhi Diversi" | 12 aprile 2015    | 3 maggio 2016    |
| 52 | A lezione da mamma (prima parte) 「蘇る伝説総長！！」 - Yomigaeru Densetsu Sōchō!! – "Il Boss della Gang Leggendario Rinato!!"                                                         | 19 aprile 2015    | 4 maggio 2016    |
| 53 | A lezione da mamma (seconda parte) 「笑顔のデュエル 「スマイル・ワールド」」 - Egao no Dyueru "Sumairo Wārudo" – "Un Duello di Sorrisi - "Mondo di Sorrisi""                           | 26 aprile 2015    | 5 maggio 2016    |
| 54 | Fuga in città 「シンクロ次元 「シティ」」 - Shinkuro Jigen "Shiti" – "La Dimensione Synchro - La "Città""                                                                              | 3 maggio 2015     | 6 maggio 2016    |
| 55 | Duello ad alta velocità 「治安の強制 デュエルチェイサーズ」 - Chian no Kyōsei Dyueru Cheisāzu – "L'Imposizione della Pubblica Sicurezza - Gli Inseguitori da Duello"                   | 10 maggio 2015    | 9 maggio 2016    |
| 56 | Settore Synchro 「セキュリティ完全包囲網！！」 - Sekyuriti Kanzen Hōimō!! – "Il Perfetto Accerchiamento della Sicurezza!!"                                                             | 17 maggio 2015    | 10 maggio 2016   |
| 57 | Super duellanti! 「黒い旋風 クロウ・ホーガン」 - Kuroi Senpū Kurou Hōgan – "Il Vortice Nero - Crow Hogan"                                                                              | 24 maggio 2015    | 11 maggio 2016   |
| 58 | Duelli clandestini 「闇デュエルへの招待」 - Yami Dyueru e no Shōtai – "Invito ai Duelli Oscuri"                                                                                        | 31 maggio 2015    | 12 maggio 2016   |
| 59 | Alla ricerca dei duellanti 「地下ライディング・デュエル！！」 - Chika Raidingu Dyueru!! – "Duello su Moto Sotterraneo!!"                                                               | 7 giugno 2015     | 13 maggio 2016   |
| 60 | Scontro in cella 「地獄の沙汰もカード次第」 - Jigoku no Sata mo Kādo Shidai – "Perfino all'Inferno, le Carte Decidono il tuo Destino"                                                  | 14 giugno 2015    | 16 maggio 2016   |
| 61 | La caduta dell'eroe 「ドローを捨てた男」 - Dorō o Suteta Otoko – "L'Uomo che Abbandonò la Pescata"                                                                                     | 21 giugno 2015    | 17 maggio 2016   |
| 62 | La grande fuga 「大エンタメデュエル大会！！」 - Dai Entamedyueru Taikai!! – "Il Grande Torneo di Duelli d'Intrattenimento!!"                                                           | 28 giugno 2015    | 18 maggio 2016   |
| 63 | Lotta per la libertà 「捕獲者の王「ゴヨウ・キング」」 - Hokakusha no Ō "Goyou Kingu" – "Il Re dei Catturatori - "Re Goyo""                                                             | 5 luglio 2015     | 19 maggio 2016   |
| 64 | Duello contro il campione 「デュエルキング「ジャック・アトラス」」 - Dyueru Kingu "Jakku Atorasu" – "Il Re dei Duelli - "Jack Atlas""                                                  | 12 luglio 2015    | 20 maggio 2016   |
| 65 | Jack, il traditore 「打ち砕かれたエンタメ」 - Uchikudakareta Entame – "L'Intrattenimento Infranto"                                                                                     | 19 luglio 2015    | 23 maggio 2016   |
| 66 | La famiglia di Crow 「開幕戦！！クロウＶＳ権現坂」 - Kaimakusen!! Kurou Bāsasu Gongenzaka – "La Battaglia di Apertura!! Crow contro Gongenzaka"                                        | 26 luglio 2015    | 24 maggio 2016   |
| 67 | Il segreto di Riley 「シティの光と影」 - Shiti no Hikari to Kage – "La Luce e l'Oscurità della Città"                                                                                  | 2 agosto 2015     | 25 maggio 2016   |
| 68 | La causa dei comuni 「Ｂ・Ｆ一斉蜂起」 - Bī Fōsu Issei Hōki – "Forza Api, la Rivolta Unisona"                                                                                          | 9 agosto 2015     | 26 maggio 2016   |
| 69 | Un messaggio per Yuya 「疾走するディーバ」 - Shissō-suru Dība – "La Diva Corritrice"                                                                                                   | 16 agosto 2015    | 27 maggio 2016   |
| 70 | Voglia di riscatto 「届かぬ叫び」 - Todokanu Sakebi – "Grida Futili" | 23 agosto 2015    | 30 maggio 2016   |
| 71 | Le conseguenze del duello 「白銀の剣」 - Shirogane no Tsurugi – "La Spada d'Argento"                                                                                                   | 30 agosto 2015    | 31 maggio 2016   |
| 72 | Una luce nel deck 「ドラゴン征伐！！ ユーゴＶＳ沢渡」 - Doragon Seibatsu!! Yūgo Bāsasu Sawatari – "Caccia al Drago! Yugo contro Sawatari"                                              | 6 settembre 2015  | 1º giugno 2016   |
| 73 | Punto di svolta 「地を這う敗北者たち」 - Chi o Hau Haibokusha-tachi – "I Perdenti che Strisciano per Terra"                                                                            | 13 settembre 2015 | 2 giugno 2016    |
| 74 | Traditore smascherato 「道化師の仮面」 - Dōkeshi no Kamen – "La Maschera del Clown" | 20 settembre 2015 | 3 giugno 2016    |
| 75 | La vendetta di Shay 「反逆者の呪縛」 - Hangyakusha no Jubaku – "La Maledizione del Ribelle"                                                                                            | 27 settembre 2015 | 25 luglio 2016   |
| 76 | Piani d'attacco 「キングズ・ギャンビット」 - Kinguzu Gyanbitto – "Gambetto di Re" | 4 ottobre 2015    | 26 luglio 2016   |
| 77 | Un duello devastante 「破壊の美学」 - Hakai no Bigaku – "La Bellezza della Distruzione"                                                                                                | 11 ottobre 2015   | 27 luglio 2016   |
| 78 | Verso la ribellione 「革命の嵐」 - Kakumei no Arashi – "La Tempesta della Rivoluzione"                                                                                                 | 18 ottobre 2015   | 28 luglio 2016   |
| 79 | Tutto o niente 「覚醒する魔導剣士」 - Kakusei-suru Madō Kenshi – "Lo Spadaccino Magico si Risveglia"                                                                                   | 25 ottobre 2015   | 1º agosto 2016   |
| 80 | Verità e bugie 「次元を越えた再会」 - Jigen o Koeta Saikai – "Una Riunione Attraverso le Dimensioni"                                                                                   | 1º novembre 2015  | 2 agosto 2016    |
| 81 | Duelli fra rapaci 「それぞれの戦場」 - Sorezore no Senjō – "Il Campo di Battaglia di Ognuno"                                                                                           | 8 novembre 2015   | 3 agosto 2016    |
| 82 | Guerrieri dell'aria 「究極の隼VS黒羽の雷」 - Kyōkyoku no Hayabusa Bāsasu Kurohane no Ikazuchi – "Il Falco Finale contro il Fulmine dalle Piume Nere"                                   | 15 novembre 2015  | 4 agosto 2016    |
| 83 | Questione di fiducia 「師弟の絆」 - Shitei no Kizuna – "Il Legame tra Maestro e Allieva"                                                                                               | 22 novembre 2015  | 14 novembre 2016 |
| 84 | Un piano e una promessa (prima parte) 「運命のダイスロール」 - Unmei no Daisu Rōru – "Il Lancio di Dadi del Destino"                                                                   | 29 novembre 2015  | 15 novembre 2016 |
| 85 | Un piano e una promessa (seconda parte) 「水晶の翼」 - Suishō no Tsubasa – "Ali di Cristallo"                                                                                          | 13 dicembre 2015  | 16 novembre 2016 |
| 86 | Contro ogni previsione 「怯まぬ決意」 - Hirumanu Ketsui – "Dedicazione Incrollabile"                                                                                                   | 20 dicembre 2015  | 17 novembre 2016 |
| 87 | Le molte dimensioni di Yuya 「野獣の記憶」 - Yajū no Kioku – "Le Memorie della Bestia"                                                                                                 | 27 dicembre 2015  | 21 novembre 2016 |
| 88 | Il risveglio 「雷鳴の一撃！」 - Raimei no Ichigeki! – "Un Colpo di Fulmine!" | 10 gennaio 2016   | 22 novembre 2016 |
| 89 | Braccati 「強襲！オベリスクフォース」 - Kyōshū! Oberisuku Fōsu – "Raid! La Forza dell'Obelisco"                                                                                        | 17 gennaio 2016   | 23 novembre 2016 |
| 90 | L'ora della rivolta 「革命の狼煙」 - Kakumei no Noroshi – "Il Faro della Rivoluzione"                                                                                                  | 24 gennaio 2016   | 24 novembre 2016 |
| 91 | Destini incrociati 「めぐりあう運命」 - Meguriau Unmei – "Una Riunione Casuale del Destino"                                                                                            | 31 gennaio 2016   | 28 novembre 2016 |
| 92 | Un risultato inatteso 「悲運の再会」 - Hiun no Saikai – "La Tragica Riunione" | 7 febbraio 2016   | 29 novembre 2016 |
| 93 | Duellante biocibernetico (prima parte) 「破滅のデュエルマシン」 - Hametsu no Dyueru Mashin – "La Macchina da Duelli della Distruzione"                                                 | 14 febbraio 2016  | 30 novembre 2016 |
| 94 | Duellante biocibernetico (seconda parte) 「魂を刻んだ右腕」 - Tamashī o Kizanda Migiude – "L'Anima Incisa nel Braccio Destro"                                                          | 21 febbraio 2016  | 1º dicembre 2016 |
| 95 | Errore marziale 「己の信じるデュエル」 - Onore no Shinjiru Dyueru – "Il Duello in cui Tu Credi"                                                                                        | 28 febbraio 2016  | 5 dicembre 2016  |
| 96 | Strategie riciclate 「借り物の言葉」 - Karimono no Kotoba – "Parole in Prestito" | 13 marzo 2016     | 6 dicembre 2016  |
| 97 | Il risveglio di un nuovo mostro 「気高き超魔導剣士」 - Kedakaki Chō Madō Kenshi – "Il Sublime Super Spadaccino Magico"                                                                 | 20 marzo 2016     | 7 dicembre 2016  |
| 98 | La strada della salvezza 「ひとつの道へ」 - Hitotsu no Michi e – "Verso il Singolo Sentiero"                                                                                           | 27 marzo 2016     | 8 dicembre 2016  |
| 99 | Il duello infinito 「永遠のデュエル」 - Eien no Dyueru – "Il Duello Eterno" | 3 aprile 2016     | 12 giugno 2017   |

## Terza stagione
| Nº  | Titolo italiano Giapponese 「Kanji」 - Rōmaji - Traduzione letterale                                                      | In onda           | In onda          |
| Nº  | Titolo italiano Giapponese 「Kanji」 - Rōmaji - Traduzione letterale                                                      | Giapponese        | Italiano         |
| 100 | Un benvenuto bellicoso 「絶望の都ハートランド」 - Zetsubō no Miyako Hātorando – "La Città della Disperazione - Heartland" | 3 aprile 2016     | 13 giugno 2017   |
| 101 | Il regno del Cipher Drago 「銀河の眼」 - Ginga no Manako – "Occhi Galattici"                                              | 10 aprile 2016    | 14 giugno 2017   |
| 102 | Cacciatore per vendetta 「非情の狩人」 - Hijō no Karyūdo – "Il Cacciatore Spietato"                                       | 24 aprile 2016    | 15 giugno 2017   |
| 103 | Uniti per resistere 「華々しき機械天使」 - Hanabanashiki Kikai Tenshi – "Gli Spettacolari Angeli Macchina"                | 1º maggio 2016    | 19 giugno 2017   |
| 104 | Combattimento tra le macerie 「「Ｄ」の名を持つＨＥＲＯ」 - Dī no Na o Motsu Hīrō – "L'EROE che Porta il Nome di "D""     | 8 maggio 2016     | 20 giugno 2017   |
| 105 | Lotta per l'amicizia 「レジスタンスの絆」 - Rejisutansu no Kizuna – "Il Legami della Resistenza"                          | 15 maggio 2016    | 21 giugno 2017   |
| 106 | Sfida studentesca 「アークエリア・プロジェクト」 - Āku Eria Purojekuto – "Progetto Area Arc"                              | 22 maggio 2016    | 22 giugno 2017   |
| 107 | Le sorelle Tyler 「決闘に飢えたアマゾネス」 - Dyueru ni Ueta Amazonesu – "Le Amazoness Affamate di Duelli"                | 29 maggio 2016    | 26 giugno 2017   |
| 108 | Calma e concentrazione! 「アマゾネス・トラップ」 - Amazonesu Torappu – "Trappola Amazoness"                               | 5 giugno 2016     | 27 giugno 2017   |
| 109 | Una sorpresa dietro l'altra 「戦場に果てる隼」 - Senjō ni Hateru Hayabusa – "Il Falco Cade sul Campo di Battaglia"        | 12 giugno 2016    | 28 giugno 2017   |
| 110 | La rabbia e il sorriso 「破かれたスマイル・ワールド」 - Yabukareta Sumairu Wārudo – "Il Mondo di Sorrisi Strappato"       | 19 giugno 2016    | 29 giugno 2017   |
| 111 | L'ultima carta 「ペンデュラムハート」 - Pendyuramu Hāto – "Cuore Pendulo"                                                 | 26 giugno 2016    | 3 luglio 2017    |
| 112 | Nuovi alleati 「笑顔あふれる街へ」 - Egao Afureru Machi e – "Verso una Città Piena di Sorrisi"                            | 3 luglio 2016     | 4 luglio 2017    |
| 113 | Gioia da vendetta 「修羅の渇望」 - Shura no Katsubō – "Sete di Sangue"                                                    | 10 luglio 2016    | 5 luglio 2017    |
| 114 | Duellanti a bordo 「闇に輝く超銀河」 - Yami ni Kagayaku Chōginga – "La Supergalassia che Brilla nell'Oscurità"            | 17 luglio 2016    | 13 novembre 2017 |
| 115 | L'unione fa la forza 「決闘海賊キャプテン・ソロ」 - Dyueru Kaizoku Kyaputen Soro – "Capitan Solo il Pirata dei Duelli"    | 24 luglio 2016    | 14 novembre 2017 |
| 116 | Alla conquista delle torri 「太陽と月の守護者」 - Taiyō to Tsuki no Shugosha – "I Guardiani del Sole e della Luna"        | 31 luglio 2016    | 15 novembre 2017 |
| 117 | Il parassita 「牙をむく鈴の音」 - Kiba o Muku Suzu no Ne – "La Campanella che Scatena il Morso"                           | 7 agosto 2016     | 16 novembre 2017 |
| 118 | Duello per la sopravvivenza 「サバイバル・デュエル」 - Sabaibaru Dyueru – "Duello di Sopravvivenza"                       | 14 agosto 2016    | 20 novembre 2017 |
| 119 | Scontro in famiglia 「闇に落ちた小鳥」 - Yami ni Ochita Kotori – "L'Uccellino Caduto nell'Oscurità"                       | 21 agosto 2016    | 21 novembre 2017 |
| 120 | Battle Beast 「バトル・ビースト」 - Batoru Bīsuto – "La Bestia da Battaglia"                                              | 28 agosto 2016    | 22 novembre 2017 |
| 121 | Addomestichiamo la bestia 「最凶の烙印」 - Saikyō no Rakuin – "Le Stigmate della Sventura"                                | 4 settembre 2016  | 23 novembre 2017 |
| 122 | Finalmente libero 「グローリー・オン・ジ・アカデミア！」 - Gurōrī On Ji Akademia! – "Gloria all'Accademia!"               | 11 settembre 2016 | 27 novembre 2017 |
| 123 | Distruzione della fusione 「栄光の機械竜」 - Eikō no Kikairyū – "Il Glorioso Drago Macchina"                              | 18 settembre 2016 | 28 novembre 2017 |
| 124 | Avvistamento parassiti 「蘇る幻影騎士団」 - Yomigaeru Fantomu Naitsu – "I Cavalieri Fantasma Rinati"                      | 25 settembre 2016 | 29 novembre 2017 |
| 125 | L'ascesa dei parassiti 「烈火の竜」 - Rekka no Ryū – "Il Drago del Fuoco Furioso"                                         | 2 ottobre 2016    | 30 novembre 2017 |
| 126 | La storia si ripete 「悪魔が生まれた日」 - Akuma ga Umareta Hi – "Il Giorno in cui Nacque il Diavolo"                     | 9 ottobre 2016    | 4 dicembre 2017  |
| 127 | Risveglio Zero 「リバイバル・ゼロ」 - Ribaibaru Zero – "Rinascita Zero"                                                   | 16 ottobre 2016   | 5 dicembre 2017  |
| 128 | Verità nascoste 「決戦！精霊機巧軍」 - Kessen! Supiritto Tekku Fōsu – "Battaglia Decisiva! La Forza Tecnologia Spirito"   | 23 ottobre 2016   | 6 dicembre 2017  |
| 129 | Un duello interiore 「覇王の片鱗」 - Haō no Henrin – "Parti del Re Supremo"                                               | 30 ottobre 2016   | 7 dicembre 2017  |
| 130 | Duello interrotto 「欲深き猛毒龍」 - Yokubukaki Mōdokuryū – "L'Avaro Drago Velenoso"                                      | 6 novembre 2016   | 11 dicembre 2017 |
| 131 | Fratelli a confronto 「常闇に射す光」 - Tokoyami ni Sasu Hikari – "La Luce nell'Eterna Oscurità"                          | 13 novembre 2016  | 12 dicembre 2017 |
| 132 | Gioco di destrezza 「希代のエンターテイナー」 - Kidai no Entāteinā – "Il Più Grande Intrattenitore dell'Era"              | 20 novembre 2016  | 13 dicembre 2017 |
| 133 | Il finale di Yusho 「輝かしきエンタメショー」 - Kagayakashiki Entame Shō – "L'Abbagliante Show d'Intrattenimento"         | 27 novembre 2016  | 14 dicembre 2017 |
| 134 | Un duello senza pace 「闇の誘惑」 - Yami no Yūwaku – "Fascino dell'Oscurità"                                              | 11 dicembre 2016  | 18 dicembre 2017 |
| 135 | È il momento di unirci! 「揺れ動く次元」 - Yureugoku Jigen – "Le Dimensioni Tremanti"                                     | 18 dicembre 2016  | 19 dicembre 2017 |
| 136 | Un duello brutale 「覇王龍君臨」 - Haōryū Kunrin – "Il Regno del Drago Re Supremo"                                        | 25 dicembre 2016  | 20 dicembre 2017 |
| 137 | Un'evocazione oscura 「反逆の覇王巻龍」 - Hangyaku no Haōkenryū – "Il Drago Servo Re Supremo della Ribellione"            | 8 gennaio 2017    | 12 febbraio 2018 |
| 138 | Campione di disastri 「暗翼の龍」 - Anyoku no Ryū – "Il Drago dalle Ali Scure"                                            | 15 gennaio 2017   | 13 febbraio 2018 |
| 139 | Scontri e discorsi 「闇に染まる眼」 - Yami ni Somaru Manako – "Gli Occhi Macchiati d'Oscurità"                            | 22 gennaio 2017   | 14 febbraio 2018 |
| 140 | Un raggio di speranza 「魂のペンデュラム」 - Tamashī no Pendyuramu – "Il Pendolo dell'Anima"                              | 29 gennaio 2017   | 15 febbraio 2018 |
| 141 | Ritorno alle origini 「ジュニアユース選手権」 - Junia Yūsu Senshuken – "Il Campionato Junior Youth"                       | 5 febbraio 2017   | 19 febbraio 2018 |
| 142 | Duello rivelatore 「あふれる記憶」 - Afureru Kioku – "Memorie Traboccanti"                                                | 12 febbraio 2017  | 20 febbraio 2018 |
| 143 | Missione sorriso 「覇王の魂」 - Haō no Tamashī – "L'Anima del Re Supremo"                                                 | 19 febbraio 2017  | 21 febbraio 2018 |
| 144 | Uno scontro spettacolare 「呪われし機械仮面」 - Norowareshi Gia Masuku – "La Maschera Ingranaggio Maledetta"              | 26 febbraio 2017  | 22 febbraio 2018 |
| 145 | La rabbia di Shay 「終わりなき反逆」 - Owarinaki Hangyaku – "La Ribellione Senza Fine"                                    | 5 marzo 2017      | 26 febbraio 2018 |
| 146 | Duello su due ruote 「ディメンション・ハイウェイ」 - Dimenshon Haiwei – "Autostrada Dimensionale"                         | 12 marzo 2017     | 27 febbraio 2018 |
| 147 | Ultima chance 「解き放たれたドラゴン」 - Tokihanatareta Doragon – "Draghi Scatenati"                                      | 19 marzo 2017     | 28 febbraio 2018 |
| 148 | La fine 「ペンデュラムが描く奇跡」 - Pendyuramu ga Egaku Kiseki – "Il Miracolo Disegnato dal Pendolo"                     | 26 marzo 2017     | 1º marzo 2018    |